# Khướu Kon Ka Kinh
Khướu Kon Ka Kinh (danh pháp hai phần: Ianthocincla konkakinhensis) là một loài chim trong họ Timaliidae. Nó được tìm thấy tại khu vực núi Kon Ka Kinh, tỉnh Gia Lai, Việt Nam nhưng cũng có thể có tại Lào. Môi trường sống tự nhiên của nó là miền núi cao nhiệt đới hay cận nhiệt đới ẩm ướt. Nó bị đe dọa do mất môi trường sống.